# Cafè Borghetti
El Caffè Borghetti, o Caffè Sport Borghetti, és una marca registrada italiana de licor de cafè.
Generalment es consumeix directament o amb gel i també s'utilitza com a ingredient en diferents còctels, com al White Russian o al Bombardino. Té 25° i es comercialitza en ampolles de vidre de 100 cl, 70 cl, 10 cl, 3 cl i de plàstic de 3,5 cl, pensades per al seu ús en l'interior dels camps de futbol.

## Elaboració
Al tractar-se d'una beguda no destil·lada, sinó una preparació mixta amb una base alcòholica, molts particulars tenen la seva pròpia recepta. Principalment la fabricació segueix una recepta tradicional amb quatre ingredients principals en que es sucre, cafè, alcohol pur i vainilla: Segons una recepta tradicional, es dissolen 200 grams de sucre en 300 ml d'aigua tèbia en una ampolla d'un litre, després s'afegeixen set tasses de cafè fort i 300 ml d'alcohol pur. Deixar-ho reposar 12 hores i després afegir-hi una petita quantitat de vainillina per a postres omplint l'ampolla d'aigua freda. El licor es pot consumir després de quaranta dies de repòs lluny de la llum.

## Història
Va ser creat l'any 1860 per Ugo Borghetti d'Ancona, propietari d'un bar anomenat Caffè Sport, situat a la plaça de l'estació central d'Ancona. Amb motiu de la inauguració de la línia del ferrocarril Ancona-Pescara, el maig de 1863, es va repartir als viatgers, una beguda alcohòlica la recepta de la qual s'havia creat per a l'ocasió. La recepta potser es va crear inspirant-se en les begudes tradicionals com són el turchetto d'Ancona i la moretta de Fano.
Composta inicialment d'una barreja de cafè i alcohol servida als viatgers de l'estació de tren propera, la recepta es va refinar posteriorment amb una barreja de Coffea arabica i Coffea robusta. Borghetti va començar a produir-lo a nivell industrial i es va traslladar a Roma, obtenint també càrrecs de partit durant el període feixista. Segons algunes històries locals de la gent de la província de Macerata, el licor s'utilitzava juntament amb la "mistrà" (principalment de la marca Varnelli), una beguda espirituosa anisada, per preparar un còctel particular anomenat "calzolaio".
Als anys setanta, Borghetti va tenir dificultats econòmiques que el van portar a fer fallida i la marca la va llogar l'empresa Barrovecchio de Jesi durant uns anys, fins que l'any 1976 va ser subhastada i venuda a l'empresa Carpano, que la va distribuir per tota Itàlia. L'any 1982, el 50% de la marca va ser comprada per Fratelli Branca Distillerie, que la va llançar internacionalment i es va fer càrrec de l'altra meitat el 2002.
La comercialització en ampolles de plàstic petites es ven molt al voltant dels camps de futbol de l'Ancona però també a Roma, Nàpols, Bari o Palerm. Aquests venedors són anomenats "Borghettari".